# Overdrive (Ola Svensson)
Overdrive è una canzone di Ola Svensson. Musica e testo sono scritti da Dimitri Stassos, Mikaela Stenström, Sharon Vaughn e Ola Svensson.

Questa canzone ha raggiunto la posizione numero 1 nella classifica dei singoli svedesi ed è stata certificata disco d'oro in Svezia

## Tracce
1. Overdrive – 3:36

## Posizione in classifica
| Classifica (2010)              | Posizione in classifica | Settimane TOT | Certificazioni |
| Classifica (2010)              | Posizione in classifica | Settimane TOT | Svezia         |
| ------------------------------ | ----------------------- | ------------- | -------------- |
| Classifica dei singoli svedesi | numero 1 (1 settimana)  | 13            | Oro            |